# سیراگی
سیراگی (به لاتین: Siragi) یک منطقهٔ مسکونی در روسیه است که در شهرستان قره‌بودوخ‌کنتسکی واقع شده‌است.